# Irakli Garibachvili
Irakli Garibachvili (en géorgien : ირაკლი ღარიბაშვილი), né le 28 juin 1982 à Tbilissi, est un homme d'État géorgien, membre de Rêve géorgien. Il est Premier ministre de Géorgie du 20 novembre 2013 au 30 décembre 2015, et à nouveau du 22 février 2021 au 8 février 2024.

## Biographie

### Formation et carrière professionnelle
Irakli (forme géorgienne d'Héraklès) Garibachvili est diplômé en relations internationales de l'université Panthéon-Sorbonne (2002-2004) et l'université d'État de Tbilissi (1999-2004).  
À partir de 2005, il travaille auprès de l'homme d'affaires Bidzina Ivanichvili. Il a dirigé la fondation caritative du milliardaire et travaillé dans sa banque, ainsi que pour la maison de disque de son fils. 

### Député et ministre
Dans le sillage de son mentor, Irakli Garibachvili entre en politique en 2012 et rejoint sa coalition Rêve géorgien qui remporte les élections législatives d'octobre 2012. Élu député, Garibachvili est désigné ministre de l'Intérieur dans le nouveau gouvernement formé par Ivanichvili. 

### Premier ministre

#### Premier gouvernement

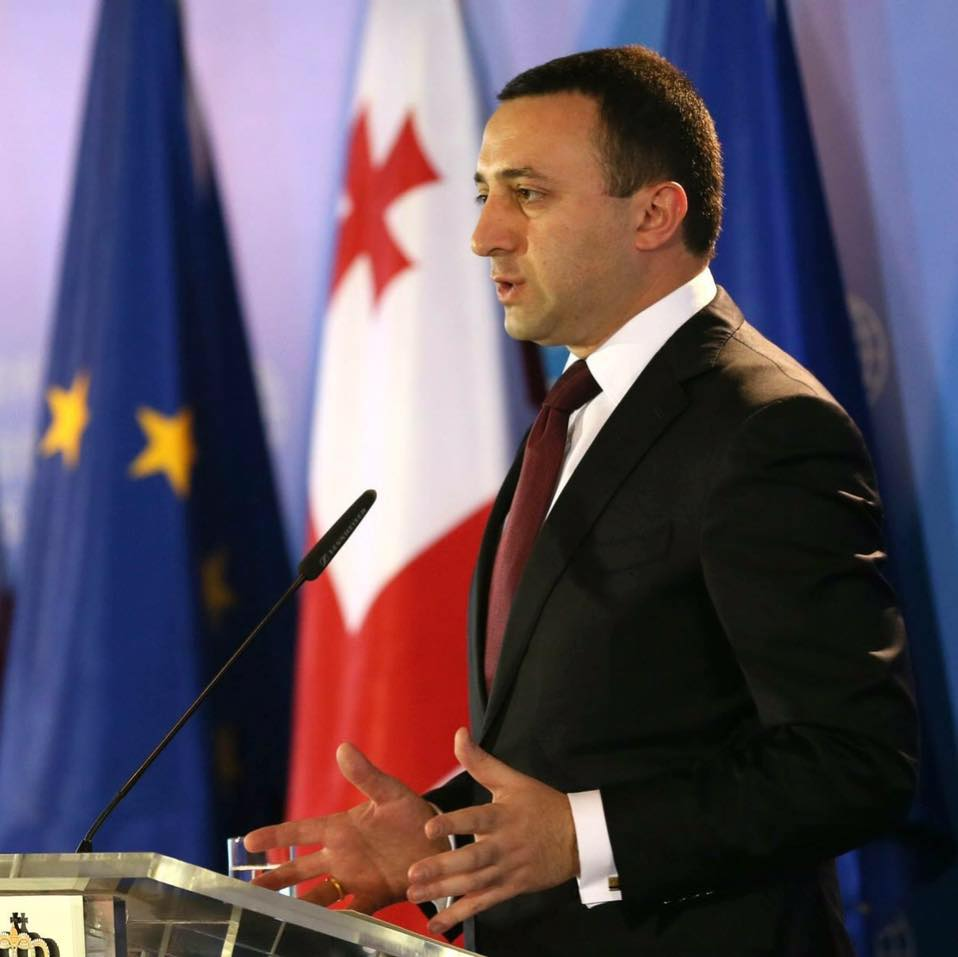
Irakli Garibachvili en 2015.

Le 2 novembre 2013, Irakli Garibachvili est choisi par Ivanichvili pour être son successeur au poste de Premier ministre et il est investi par le Parlement le 20 novembre suivant.
Il présente sa démission le 23 décembre 2015. Une semaine plus tard, Guiorgui Kvirikachvili lui succède.

#### Second gouvernement

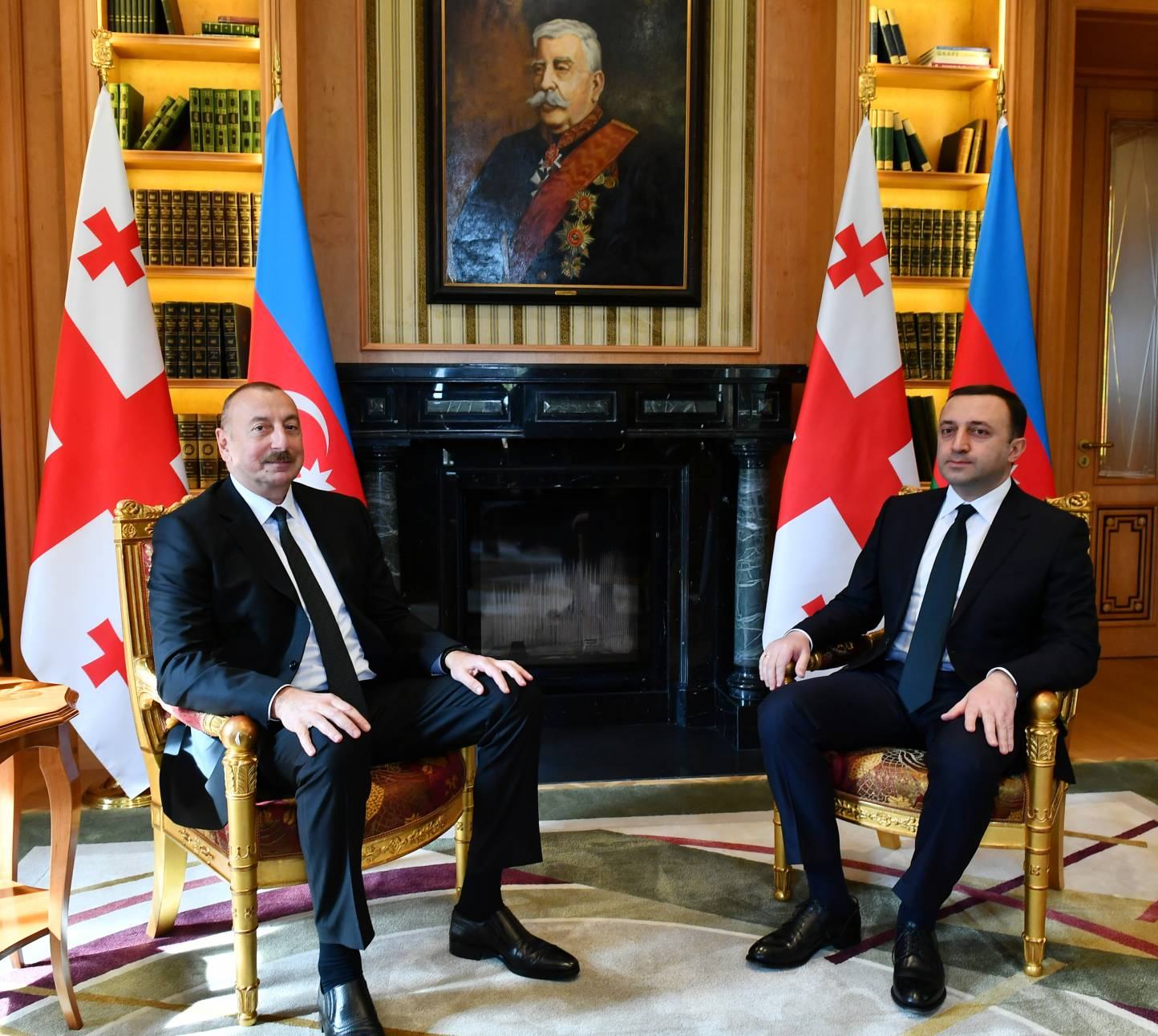
Iraкli Garibashvili avec le président azerbaïdjanais Ilham Aliyev, 24 octobre 2022.

En février 2021, Irakli Garibachvili est de nouveau désigné Premier ministre de Géorgie à la suite de la démission de Guiorgui Gakharia.
Il est régulièrement critiqué par les associations de défense des droits de l'homme et des libertés individuelles. Il lui est notamment reproché d'attaquer la liberté de la presse, de s'opposer à la tenue de la marche LGBT, ou encore de tolérer les agissements de groupes d'extrême droite violents.
À la suite d'une visite du secrétaire américain à la Défense Lloyd Austin en octobre 2021, un nouveau programme d'entraînement militaire d'une durée de six ans est signé avec les États-Unis.
Dans le contexte de l'invasion de l'Ukraine par la Russie de 2022, et alors que l'adhésion de la Géorgie à l'Union européenne a été mis en suspens, notamment en raison de son retard en raison de son manque de progrès sur le respect des droits de l'homme, il affronte des manifestations contre un projet de loi à partir de mars 2023, concernant le vote d'une nouvelle loi sur les agents étrangers considérée comme pro-russe puisque inspirée d'une loi en vigueur en Russie,. Les critiques disent que le projet de loi représente un virage autoritaire et pourrait nuire à ses espoirs d'adhésion à l'Union européenne. Ils considèrent que la loi étouffe la liberté de la presse. La présidente géorgienne, Salomé Zourabichvili, a apporté son soutien aux manifestants, affirmant que « la voie de l'intégration européenne doit être protégée. » Elle annonce son intention d'opposer son veto au projet de loi controversé, adopté le 6 mars en première lecture, avec 76 voix pour et 13 contre, au parlement. Le projet de loi est finalement retiré par le gouvernement le 9 mars 2023.
Il annonce sa démission le 29 janvier 2024. Garibachvili redevient président de Rêve géorgien le 1er février 2024 et est remplacé au poste de Premier ministre le 8 février suivant par Irakli Kobakhidze, ancien chef du Rêve géorgien, ancien président du Parlement et proche de Bidzina Ivanichvili, ce dernier ayant annoncé son retour en politique en décembre 2023.